# Пуньск
Пуньск (пол. Puńsk) — деревня в Сейненском повете Подляского воеводства Польши. Административный центр гмины Пуньск. По данным переписи 2011 года, в деревне проживало 1336 человек.

## География
Деревня расположена на северо-востоке Польши, на северном берегу озера Пуня, на расстоянии приблизительно 20 километров к северо-западу от города Сейны, административного центра повета. Абсолютная высота — 168 метров над уровнем моря.

## История
В период раннего Средневековья территорию, на которой расположен Пуньск, населяли ятвяги. В 1597 году литовским чиновником и лесничим Станиславом Заливским был возведён костёл, ставший главным храмом новообразованного прихода Римско-католической церкви. В 1647 году Пуньску были дарованы магдебургское право и герб. В конце XVIII века город Пуньск входил в состав Трокского повета Трокского воеводства Великого княжества Литовского.

В 1888 году в селе Пунск проживало 887 человек. В этноконфессиональном отношении большинство населения составляли евреи (576 человек), остальные — поляки-католики. В административном отношении село входило в состав гмины Сейвы Сувалкского уезда Сувалкской губернии.

В период с 1975 по 1998 годы Пуньск являлся частью Сувалкского воеводства.

## Достопримечательности
- Костёл Успения Пресвятой Девы Марии, 1877—1881 гг.
- Здание синагоги, конец XIX — начало XX века
- Католическое кладбище, начало XIX века
- Еврейское кладбище, XIX век
- Этнографический музей